# 1-UPスタジオ
1-UPスタジオ株式会社（ワン-アップスタジオ、英: 1-UP Studio Inc.）は、コンピューターゲームソフトウェア開発を行う日本の企業。旧商号は株式会社ブラウニーブラウン。

## 概要
2000年6月30日、任天堂の100%出資によって「株式会社ブラウニーブラウン」設立。2013年2月1日に現在の社名に商号変更した。資本金は9,000万円。代表取締役社長は門井元、取締役は山口敦（任天堂株式会社）、山城重喜（任天堂株式会社）。従業員数は80名（2023年10月時点）。事業所の所在地は東京都千代田区神田錦町。

## 開発作品
| 発売年 | 発売日   | タイトル                                       | プラットフォーム                | 発売元                       | 備考                                                       |
| ------ | -------- | ---------------------------------------------- | ------------------------------- | ---------------------------- | ---------------------------------------------------------- |
| 2001年 | 12月07日 | マジカルバケーション                           | ゲームボーイアドバンス          | 任天堂                       |                                                            |
| 2003年 | 08月29日 | 新約 聖剣伝説                                  | ゲームボーイアドバンス          | スクウェア・エニックス       |                                                            |
| 2006年 | 04月20日 | MOTHER3                                        | ゲームボーイアドバンス          | 任天堂                       |                                                            |
| 2006年 | 06月22日 | マジカルバケーション 5つの星がならぶとき       | ニンテンドーDS                  | 任天堂                       |                                                            |
| 2007年 | 03月08日 | 聖剣伝説 HEROES of MANA                        | ニンテンドーDS                  | スクウェア・エニックス       |                                                            |
| 2008年 | 09月04日 | ブルードラゴン プラス                          | ニンテンドーDS                  | AQインタラクティブ           |                                                            |
| 2009年 | 12月09日 | かっぱ道                                       | ニンテンドーDSi                 | 任天堂                       |                                                            |
| 2009年 | 12月26日 | レイトン教授と魔神の笛                         | ニンテンドーDS                  | レベルファイブ               | おまけゲーム『レイトン教授のロンドンライフ』の開発を担当。 |
| 2010年 | 01月28日 | リヴリーガーデン                               | ニンテンドーDS                  | マーベラスエンターテイメント |                                                            |
| 2011年 | 11月03日 | スーパーマリオ 3Dランド                        | ニンテンドー3DS                 | 任天堂                       |                                                            |
| 2012年 | 12月27日 | ファンタジーライフ                             | ニンテンドー3DS                 | レベルファイブ               |                                                            |
| 2013年 | 07月24日 | うごくメモ帳 3D                                | ニンテンドー3DS                 | 任天堂                       |                                                            |
| 2013年 | 11月21日 | スーパーマリオ 3Dワールド                      | Wii U                           | 任天堂                       |                                                            |
| 2014年 | 11月13日 | 進め! キノピオ隊長                             | Wii U                           | 任天堂                       |                                                            |
| 2015年 | 10月22日 | ゼルダの伝説 トライフォース3銃士               | ニンテンドー3DS                 | 任天堂                       |                                                            |
| 2017年 | 10月27日 | スーパーマリオ オデッセイ                      | Nintendo Switch                 | 任天堂                       |                                                            |
| 2018年 | 07月13日 | 進め! キノピオ隊長                             | Nintendo Switch ニンテンドー3DS | 任天堂                       |                                                            |
| 2019年 | 10月18日 | リングフィット アドベンチャー                  | Nintendo Switch                 | 任天堂                       |                                                            |
| 2020年 | 03月20日 | あつまれ どうぶつの森                          | Nintendo Switch                 | 任天堂                       |                                                            |
| 2020年 | 09月18日 | スーパーマリオ 3Dコレクション                  | Nintendo Switch                 | 任天堂                       |                                                            |
| 2021年 | 02月12日 | スーパーマリオ 3Dワールド + フューリーワールド | Nintendo Switch                 | 任天堂                       |                                                            |
| 2025年 | 06月05日 | マリオカート ワールド                          | Nintendo Switch 2               | 任天堂                       |                                                            |
| 2025年 | 07月17日 | ドンキーコング バナンザ                        | Nintendo Switch 2               | 任天堂                       |                                                            |

## ブラウニーブラウン
社名の由来
スコットランド、イングランド伝承の働き者の妖精「ブラウニー」の名前の感触がいいとして採用。商標の関係で、茶色を意味する「ブラウン」をくっつけて「ブラウニーブラウン」となった（「ブラブラ」と、語呂のいい略称も理由の一つ）。亀岡が退社した後に設立した会社にも「ブラウニー」の名が受け継がれた。
会社設立の経緯
株式会社スクウェア（現：株式会社スクウェア・エニックス）時代の『聖剣伝説』シリーズ（『聖剣伝説 LEGEND OF MANA』）開発チームメンバーの中で、2000年1月にスクウェア経営陣から打ち出された『ファイナルファンタジー』シリーズへの開発資源の集中投入、ひいてはこれまで『聖剣伝説』などを作ってきた従業員の転属及び再配置、『聖剣伝説』シリーズに代表される2Dグラフィックスのゲームソフトの開発縮小方針、通称「FFシフト」と呼ばれる決定に反発し、新たな活躍の場を求めて退社した亀岡（グラフィックデザイナー）、穴澤友樹（プログラマー）、津田幸治（グラフィックデザイナー）、井上信行（プランナー・シナリオライター）が、2Dゲームを主力とする携帯ゲーム機「ゲームボーイアドバンス」の発売を控えていた任天堂の出資を仰いで設立した会社。任天堂の100%子会社・セカンドパーティーとしての位置付けとなる。
まもなく、プログラマーの平石有孝、グラフィックデザイナーの北上弘、松浦聖、門井元、今川伸浩ら、『聖剣伝説 LEGEND OF MANA』の開発を共にした開発メンバーらが入社。彼らも開発に加わって、ブラウニーブラウンの処女作であるゲームボーイアドバンス用ソフト『マジカルバケーション』が完成、発売に至る。
ちなみに、『聖剣伝説 LEGEND OF MANA』において、亀岡慎一はキャラクターデザイン及びイラストレーションを、穴澤友樹はメインプログラミング及びバトルプログラミングを、津田はアートディレクション及びメイン背景マップデザインを、井上はシナリオ、イベント作成のメインを、それぞれ担当した人達である。いずれも、同コンピュータゲームソフトの開発における企画、グラフィックデザイン、プログラム開発のメインスタッフであった。実はこの時、当時のスクウェアの2Dゲームソフト開発における主要なスタッフがごっそり退社してしまう一大事変が起こっていたのである。
スクウェアを感情的に好ましく思っていない時期もあったようだ。『マジカルバケーション』における、通称「ヒゲのオキテ」と呼ばれる、キード・モンガのドワーフのセリフの内容が、彼らの苦悩をあらわしていたものだと言われている。しかしながら、2002年3月8日に明らかになったスクウェアと任天堂の対立関係の解消（関連ニュース）をきっかけとして、『新約 聖剣伝説』においてブラウニーブラウンとスクウェア・エニックス（旧スクウェア）の共同開発プロジェクトが実現し、わだかまりは解けたようである。
『新約 聖剣伝説』後は、『聖剣伝説DS CHILDREN of MANA』の開発には関わらなかったが（開発は株式会社ネクスエンタテインメント）、その次の『聖剣伝説 HEROES of MANA』では再びブラウニーブラウンが開発を担当した。
自社企画によるゲームソフトとしては、ブラウニーブラウンの処女作である『マジカルバケーション』、及び続編の『マジカルバケーション 5つの星がならぶとき』を企画・開発している（発売元は任天堂）。また、糸井重里企画・シナリオのゲームボーイアドバンス用ソフト『MOTHER3』の開発を任天堂企画開発本部第三グループの田邊賢輔指揮の下行った。
開発体制としては、2005年4月2日の時点で従業員20数名のうち、プログラマーは3人と極端に少なく、逆にグラフィッカーや、特にプランナーが多く在籍している。このプログラマー3人の体制で『MOTHER3』や『マジカルバケーション 5つの星がならぶとき』といった複数のゲームソフトを同時並行的に開発していた。
2013年2月1日、社名を1-UPスタジオ株式会社に変更した。同時に亀岡慎一が代表取締役社長から退任し、グラフィックデザイナーの門井元が代表取締役社長に就任した。亀岡は新たに株式会社ブラウニーズを設立した。

## 関連人物
門井元（代表取締役社長、グラフィックデザイナー・漫画家）
代表作：『聖剣伝説 LEGEND OF MANA』、『マジカルバケーション』、『新約 聖剣伝説』、『MOTHER3』マップデザイン。漫画『すなおになれば』（モーニング不定期連載）。
亀岡慎一（元代表取締役社長、キャラクターデザイナー・グラフィックデザイナー・プロデューサー）
代表作：『聖剣伝説2』、『聖剣伝説3』、『サガ フロンティア』、『聖剣伝説 LEGEND OF MANA』、『マジカルバケーション』、『新約 聖剣伝説』、『MOTHER3』、『マジカルバケーション 5つの星がならぶとき』、『聖剣伝説 HEROES of MANA』。
穴澤友樹（元取締役、メインプログラマー）
代表作：『魔界塔士Sa・Ga』、『Sa・Ga2 秘宝伝説』、『ロマンシング サ・ガ』シリーズ3作すべて、『サガ フロンティア』、『聖剣伝説 LEGEND OF MANA』、『マジカルバケーション』、『新約 聖剣伝説』、『マジカルバケーション 5つの星がならぶとき』、『聖剣伝説 HEROES of MANA』。
津田幸治（元取締役、アートディレクター・グラフィックデザイナー）
代表作：『聖剣伝説3』、『サガ フロンティア』、『聖剣伝説 LEGEND OF MANA』、『マジカルバケーション』、『新約 聖剣伝説』、『マジカルバケーション 5つの星がならぶとき』。
井上信行（元取締役、ディレクター・シナリオライター）
代表作：『ロマンシング サ・ガ』、『半熟英雄 ああ、世界よ半熟なれ…!!』、『ライブ・ア・ライブ』、『ファイナルファンタジータクティクス』ノベルプランナー（サウンドノベル・シナリオ担当）、『聖剣伝説 LEGEND OF MANA』エスカデ編シナリオ、『マジカルバケーション』シナリオ・チーフディレクター、『MOTHER3』ディレクター、『マジカルバケーション 5つの星がならぶとき』シナリオ・ディレクター。
大印健生（ディレクター・プランナー・グラフィックデザイナー）
代表作：『聖剣伝説3』グラフィックデザイナー・BG(背景担当)、『マジカルバケーション』アシスタントディレクター・バトルプランニング、『新約 聖剣伝説』ディレクター、『聖剣伝説 HEROES of MANA』ディレクター。
平石有孝（プログラマー）
代表作：『ロマンシング サ・ガ2』バトルロジックプログラム、『ロマンシング サ・ガ3』バトルプログラム、『サガ フロンティア』、『マジカルバケーション』メニュープログラム、『新約 聖剣伝説』、『MOTHER3』システムプログラミング（メインプログラマー）、『マジカルバケーション 5つの星がならぶとき』。

## 関連企業
- スクウェア
- スクウェア・エニックス
- アルファドリーム - ブラウニーブラウンと同様の経緯で独立した元スクウェア社員が設立した会社。2019年倒産。
- モノリスソフト - ブラウニーブラウンやアルファドリームと同じ設立経緯を持つ。2007年からはブラウニーブラウンと同様に任天堂の子会社となった。
- ブラウニーズ